# Rainer Griese
Rainer Griese (* 1955) ist ein deutscher Fotograf.
Nach einer Ausbildung zum Schriftsetzer studierte er freie Fotografie an der Fachhochschule Köln und war nach dem Studium selbst als Lehrbeauftragter dort tätig. Griese arbeitet als freier Fotograf unter anderem im Bereich der Buch-Cover-Gestaltung für den Schardt Verlag aus Oldenburg. Seine Fotografien, für die Griese mehrfach Auszeichnungen erhielt, wurden im internationalen Kontext ausgestellt, erschienen in einer Reihe von Bildbänden und sind in namhaften Sammlungen vertreten.